# Stenophylla-Kaffee
Stenophylla-Kaffee (Coffea stenophylla) ist eine Pflanzenart aus der Gattung Kaffee (Coffea). Die Pflanzen werden bis zu 3 m hoch und wachsen als Sträucher oder Bäume. Die Art ist ein Endemit der Vorberge Guineas, Sierra Leones und der Elfenbeinküste, wurde aber auch nach Ghana und Nigeria sowie in einige nicht afrikanische Gebiete eingeführt und wird dort kultiviert. Innerhalb der Gattung Coffea wird die Art in die Untersektion Melanocoffea der Sektion Eucoffea innerhalb der Untergattung Coffea eingeordnet. Die Chromosomenzahl beträgt 2n = 22.

## Geschmack
Der Geschmack von Stenophylla-Kaffee gilt als mild und ähnelt damit dem von Arabica-Kaffee, während der ebenfalls in großen Mengen angebaute Robusta-Kaffee bitter schmeckt. Der Gehalt an den für Kaffee typischen Aromastoffen Kahweol und Trigonellin ist für Coffea arabica und Coffea stenophylla ähnlich, während Coffea canephora (Robusta) weniger Trigonellin und Kahweol enthält.

## Anbaubedingungen
Coffea stenophylla ist deutlich hitzebeständiger als Coffea arabica – vermutlich bis zu 6° Celsius. Im 19. Jahrhundert wurde die Sorte in Sierra Leone in größerem Umfang angebaut, jedoch vollständig von Coffea arabica verdrängt. Stenophylla-Kaffee verträgt deutlich höhere Regenmengen als die beiden anderen Sorten.